# Michelle Kasold
Michelle Kasold (San José, 26 de mayo de 1987) es una exjugadora estadounidense de hockey sobre césped.

## Trayectoria
Kasold tuvo su primera participación olímpica en los Juegos Olímpicos de Londres 2012. Disputó con la selección de Estados Unidos la World League en 2013 y 2015. En 2014 jugó el Mundial de La Haya, donde terminó en primera de su grupo y avanzó a semifinales. En semifinales perdió por penales contra Australia y contra Argentina en el partido por el tercer puesto. En el Champions Trophy 2016 obtuvo el tercer puesto del torneo al derrotar a Australia. En los Juegos Olímpicos de Río 2016 terminó segunda en su grupo y avanzó a cuartos de final, pero perdió ante Alemania.